# Пауль Галвін
Пауль Вінсент Гальвін (англ. Paul Vincent Galvin, 29 червня 1895 Гарвард, Іллінойс — 5 листопада 1959) — один із двох засновників телекомунікаційної компанії Motorola. Компанія Motorola заснована 25 вересня 1928 року як виробнича корпорація Galvin, стала лідером у галузі комунікаційного обладнання. Галвін представив серійне виробництво автомагнітоли, яке послужило наріжним каменем початку бізнесу Motorola. Назва компанії «Motorola» була представлена в 1930 році.

## Біографія
Пауль Галвін народився в Гарварді, штат Іллінойс. Під час Першої світової війни служив артилерійським офіцером. Пізніше Галвін навчався в Іллінойському технологічному інституті. Під час навчання в коледжі Галвін був активним членом братства Фі Каппа Тета. Недовго жив у Маршфілді, штат Вісконсин.
Шість сигма було розроблено в Motorola під керівництвом його сина, Боба Галвіна.

## Інші відомості
Шкільна бібліотека в головному кампусі Технічного інституту Іллінойсу носить ім'я Галвіна.
Будівля біології в Університеті Нотр-Дам на його честь називається Галвін-Холл.
Театр Пауля В. Галвіна в Університеті Нотр-Дам штату Аризона також названий на його честь. Маючи континентальні посадочні місця та місткість 485 місць, театр просценіуму «Галвін» щороку проводить безліч подій та вистав, включаючи танцювальні концерти, театральні постановки, заходи привітання та скликання, кінопокази тощо.
У 2008 році ім'я Пауля Галвіна внесено до списку Автомобільної зали слави.